# Pachyella rhizinoides
Pachyella rhizinoides är en svampart som först beskrevs av Gottlob Ludwig Rabenhorst, och fick sitt nu gällande namn av Jean Louis Emile Boudier 1907. Pachyella rhizinoides ingår i släktet Pachyella och familjen Pezizaceae.   Inga underarter finns listade i Catalogue of Life.